# François-Frédéric Grobon
Pour les articles homonymes, voir Grobon.
François-Frédéric Grobon, né le  10 juillet 1815 à Lyon, et mort à Paris 14e le 14 novembre 1901) est un peintre et lithographe français.

## Biographie
Grobon est essentiellement connu pour son activité de peintre, notamment en matière d'études de fleurs et de fruits. Il est également lithographe.

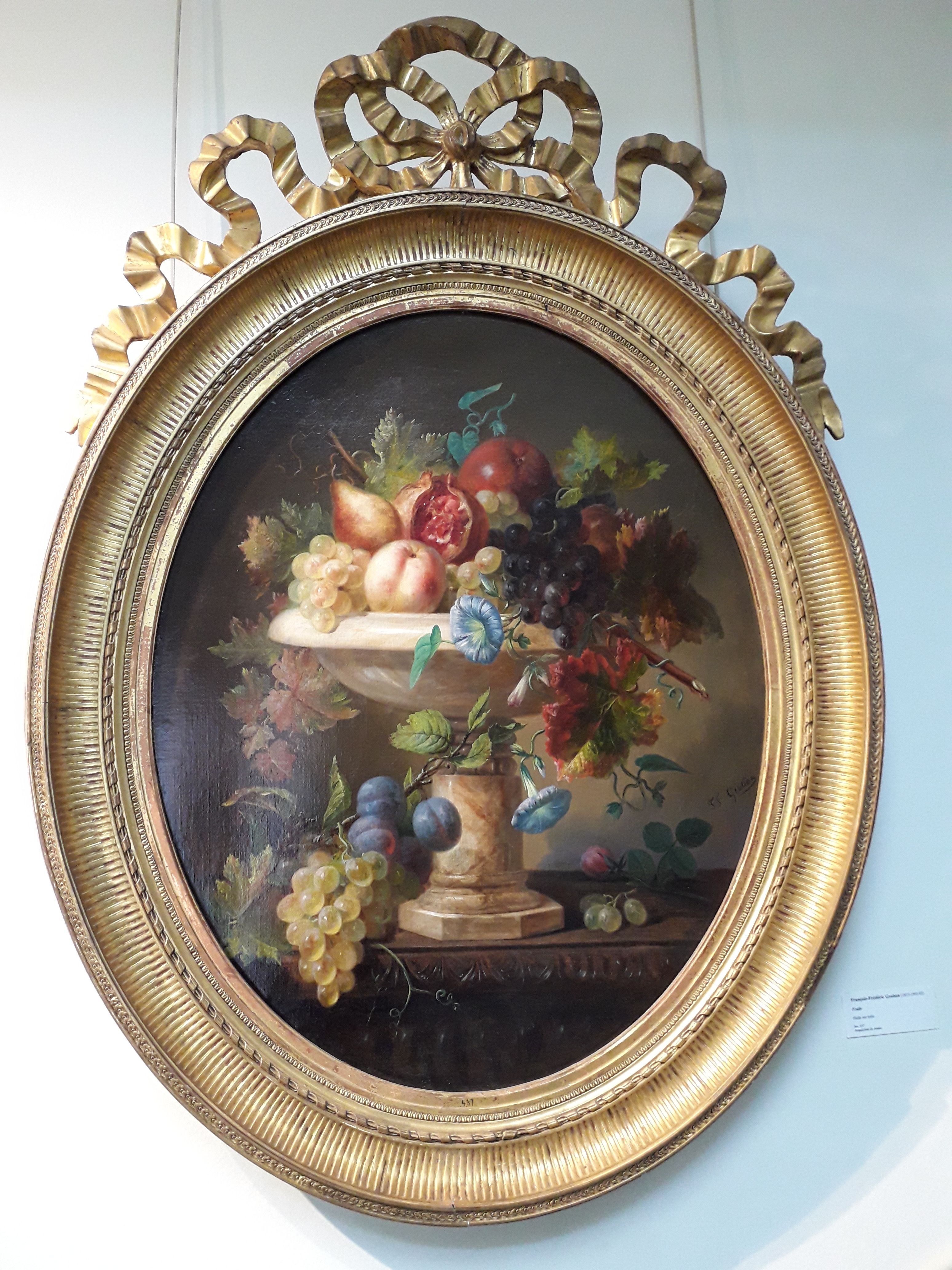
Fruits

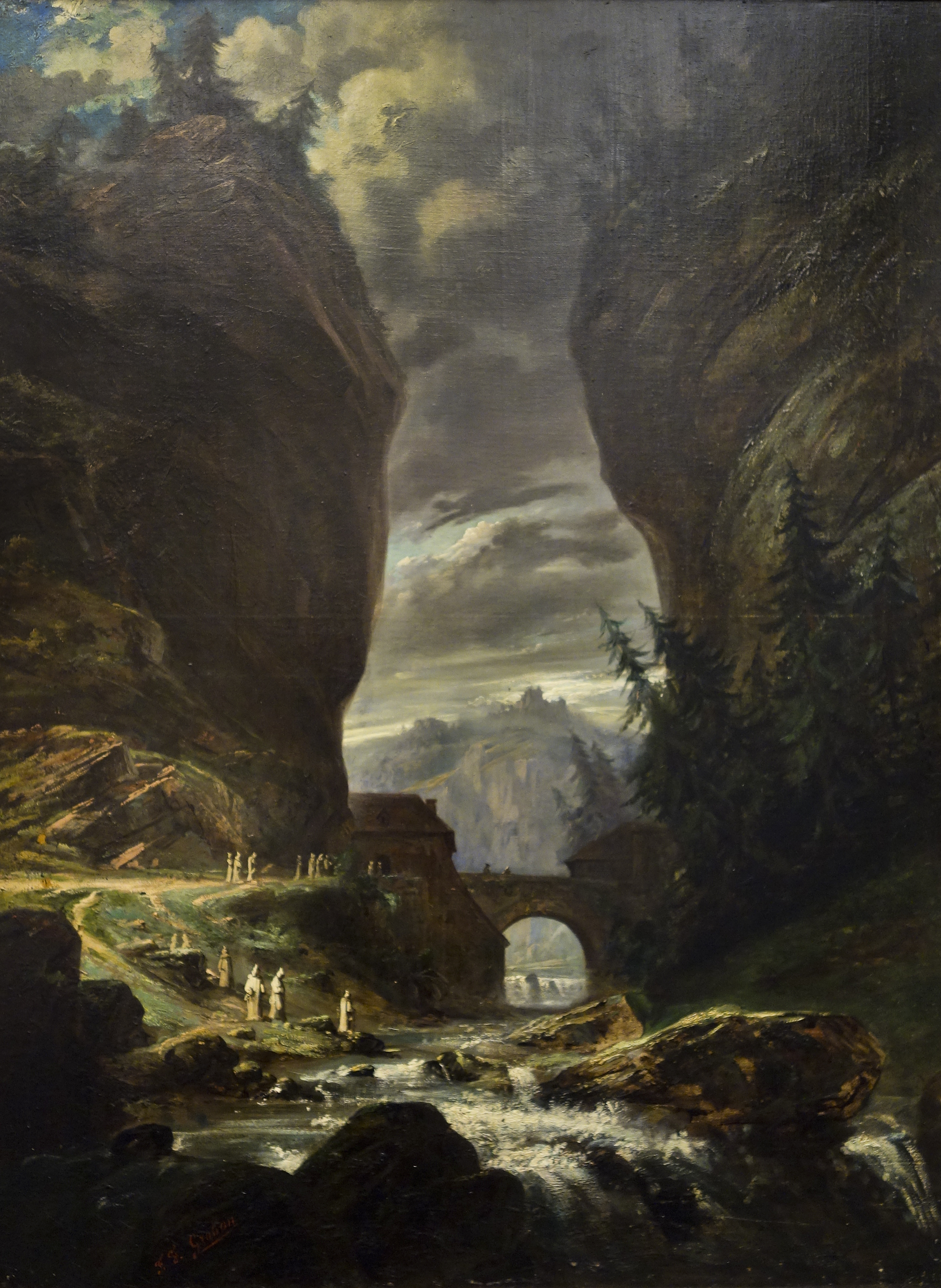
Porte de la Grande Chartreuse (1875)

Il est successivement l’élève de Claude Bonnefond à l’École des beaux-arts de Lyon et de Victor Orsel.
Il expose au Salon de 1863 les toiles Fruits et Un orage (Calvados). 
Il publie en 1862 à Paris chez E. Panckoucke : Catalogue de l'agence des beaux-arts fondée le 1er juin 1862 pour la location des tableaux, dessins, esquisses ou études des artistes. MM. les artistes peintres propriétaires de leurs œuvres, où il est désigné comme « artiste peintre, fondateur, directeur-gérant » de cette agence des beaux-arts.
En 1863, il est domicilié à Paris, quartier du Luxembourg au 56, rue de l’Ouest, dans l’impasse Vavin no 8  (actuelle avenue Vavin, 84, rue d’Assas), où il demeure encore en 1866.

## En collection publique
- Aix-les-Bains, Musée Faure :
  - Porte de la Grande Chartreuse, huile sur toile , 130 × 98 cm.
- Châteauroux, Musée Bertrand
  - Fruits, huile sur toile.
- Nevers, Musée de la Faïence
  - Bécasses, huile sur toile[6].